# Државни пут 324
Државни пут IIБ реда 324 је државни пут у западном делу Србије, у Поцерини.